# José Ramón da Cruz
José Ramón da Cruz (Tánger, 1961). Videoartista y cineasta español. Considerado como «uno de los creadores más significativos del vídeo español» y cuya obra, tanto en cine experimental como en vídeo de creación, ha sido proyectada y premiada en más de cincuenta países. 

## Biografía
En 1978, a los 17 años, crea -junto a Paco Valdés y Javier Cebrián- el equipo de cine experimental Grupo TAU, uno de los representantes del cine de vanguardia new wave / no wave, que proyecta sus trabajos en lugares como las salas Alphaville o Rock-Ola. Abandona los estudios de Sociología y Ciencias Políticas para centrarse en el videoarte y el cine. A los 22 años, y con su primer vídeo de creación, Of-Tal, es premiado en el Festival de Vídeo de Madrid y citado como uno de los puntales de la "nueva ficción europea en vídeo". En 1986 el Centro de Arte Reina Sofía adquiere varios de sus vídeos para su inauguración en la muestra Procesos: Arte y Nuevas Tecnologías, y participa tanto en la exposición La Imagen Sublime (1989) como en la Bienal de la Imagen en Movimiento de (1992) del mismo museo. En 1987 es destacado como uno de los "87 creadores del 87" por la revista La Luna de Madrid y el Círculo de Bellas Artes le dedica uno de sus “Iconociclos”. Así, se le ha englobado tanto en la segunda generación del vídeo o como en la Generación del 87. En 1990 -con Armstrong- cierra una primera etapa videoartística y se centra en sus trabajos de televisión entre los que destacan la serie FUTURO de amplia proyección internacional y que se conserva en los archivos documentales del CSIC, varios Documentos TV o sus documentales con Pedro Costa ¡Qué vienen los Beatles! o Los que quisieron matar a Franco, entre otros. En 1998 participa en el homenaje de la junta de Andalucía por el centenario de Lorca al adaptar Viaje a La Luna con música de Michael Nyman. En 2005 produce las primeras series españolas de ficción para telefonía móvil: Tercer Territorio y Feroces (Vodafone Live!). También a partir de 2005 retoma su labor videocinematográfica y de lenguajes híbridos con Púbol (2005) (ver filmovideografía).
Durante todo este tiempo funda varias productoras como La Turquía del Vídeo (1985-88), La Confusión Española (89-92), Asamblea (1993) o Mínimo (2004-16). Cosecha numerosos premios tanto en videoarte, cine o televisión como son el Festival de Vídeo de Madrid (1984 y 1986), la Bienal de Vídeo de Barcelona, Festival Internacional de TV de Montecarlo (96 y 99), FIPA de Biarritz (96 y 98), Festival Internacional de TV de Nueva York, Japan Prize, In-Edit Barcelona, Dock Of The Bay, Memorimage, EdiPlay Paris, Beyond The Curve, Montreal... Su largometraje experimental Noise/Ruido fue uno de los más premiados internacionalmente en 2022. Su obra ha sido vista en más de cincuenta países y en lugares como La Europa del Talento de Roma, Virreina de Barcelona, Locarno, Tsalónica, Bienal de Arte Mediterráneo de París, Aarhus Western Film, Montbeliard, Ars Electrónica de Linz, AVE Experimenteel de Arnhem, “Monitors” de Roma, Osnabrück, Oberhausen, Palacio de Cristal del Retiro de Madrid, Clermont-Ferrán, Semana de Cine Experimental de Madrid, FIFA de Montréal, la sección VIDEOARCO de ARCO (del 87 al 91), Arteleku (que adquiere los vídeos Praga y Of-Tal), el antiguo Museo Español de Arte Contemporáneo, Residencia de Estudiantes, Expo-92, los Institutos Cervantes de Tetuán, El Cairo, Alejandría, Sofía, Pekín… la Cineteca y las Naves del Español del Matadero, el CA2M de Móstoles, La Neomudéjar de Madrid, las Filmotecas de Madrid, Andalucía… Y exposiciones monográficas en el Círculo de Bellas Artes: Nueva Narrativa, José Ramón Da Cruz y La Turkía del Vídeo (1987), La Mirada Electrónica: José Ramón Da Cruz en el Centro Insular de Cultura de Gran Canaria (1992), la retrospectiva Cruces y Convergencias del Museo La Neomudéjar de Madrid (2016), “Homenaje a José Ramón da Cruz” en el Festival TransEMedia de Murcia (2016) … 

## Video -- Filmografía

### Videoarte
2022. ICONOPLEJIA 1 y 2 (11'+ 9'). / 2018. BEAUTYTUDES (2018) 20’.  / 2014. MADREQUENTINA (2014) 17’.  / 1998. HOMBREQUEPARECELORCA + LA LUNA (1998) 15’.  / 1991. EL RUIDO DEL OJO (1991) 9’.  / 1990. ARMSTRONG (1990) 16’. / 1988. EL COLOR INTERIOR (1988) 8’. / 1987. SUICIDIO DEL ARCÁNGEL SAN GABRIEL (1987) 21’. / 1986. PRAGA (1986) 22’. / 1985. LAS HIJAS HEROICAS (1985) 17’. / 1985. EL HIJOPUTA (1985) 16’.  / 1985. ROCAMBOLE (1985) 15’. / 1985. LUISA FERNANDA (1985) 15’. / 1984. AUSTRALIA (1984) 37’.  / 1984. EL BORCEGA (1984) 20’. / 1984. OF-TAL (1984) 24’. 
CINE
2021. RUIDO/NOISE (2021) 80'. / 2020. VÍDEO_EN_LAS_VENAS (2019-20) 85’. / 2016. GEOMETRÍA DEL ESPLENDOR (2016) 95’. / 2013. MAPA EMOCIONAL DE TÁNGER (2013-14) 105’. / 2012. TANGERNACIÓN (2012) 95’. / 2008. HISTORIA DE UNA FOTO (2008) 72’. / 2006. LOS QUE QUISIERON MATAR A FRANCO (2006) 95’. / 2005. PÚBOL (2005) 72’. / 1995. ¡QUE VIENEN LOS BEATLES! ESPAÑA 1965 (1995) 60’. 
Y una etapa experimental (básicamente en S8 y firmadas como Grupo TAU, GRAPO o El Eritreo Convulso) con obras como DE ROSA LUXEMBURGO A PETRA KELLY (1984) GRAPO (Grupo Tau) 5’, 1983. EL RIGOR DEL OBRERO DEL METAL (1983) Comité de la Patronal en Luto (Grupo Tau) 11’, 1982. CONFERENCIA DE SAN ODU (1982) Grupo Tau 20’, 1982. GRAN PUK (1982) Grupo Tau 23’…

## Televisión
En Televisión desde 1993 hasta 2015 realiza, entre otros programas, Equipo de Investigación para Antena 3TV (1994-97), Cuerda de Presos para Antena 3 TV (1995), Documentos TV para TVE (1999-2011), Abierto en Canal para Canal Plus (1998) o la serie Futuro (2001-03) para TVE y New Atlantis…
NET
TERCER TERRITORIO (serie de ficción para TF móvil) (2005, Vodafone Live!) / FEROCES (serie documental para TF móvil) (2005, Vodafone Live!) / ELEGANTE Magazine (revista electrónica, 2007) / CanalJoseRamondaCruzBOX-A (canal de YouTube, 2022) / WALKOWIAK (e-ditorial, 2023)…